# Lanna (Schrift)

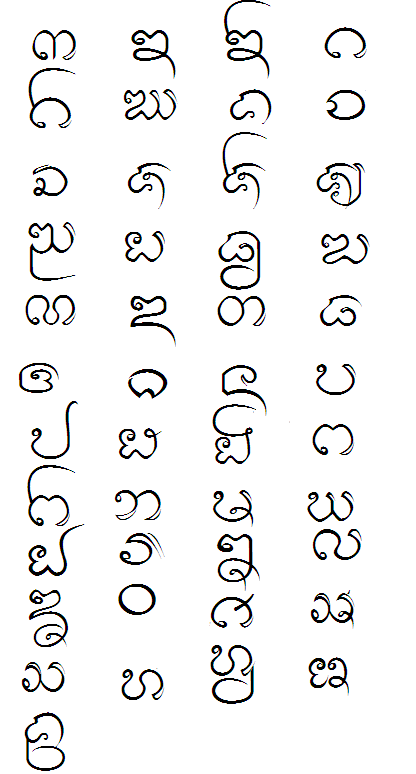
Die Buchstaben des Lan-Na-Alphabets

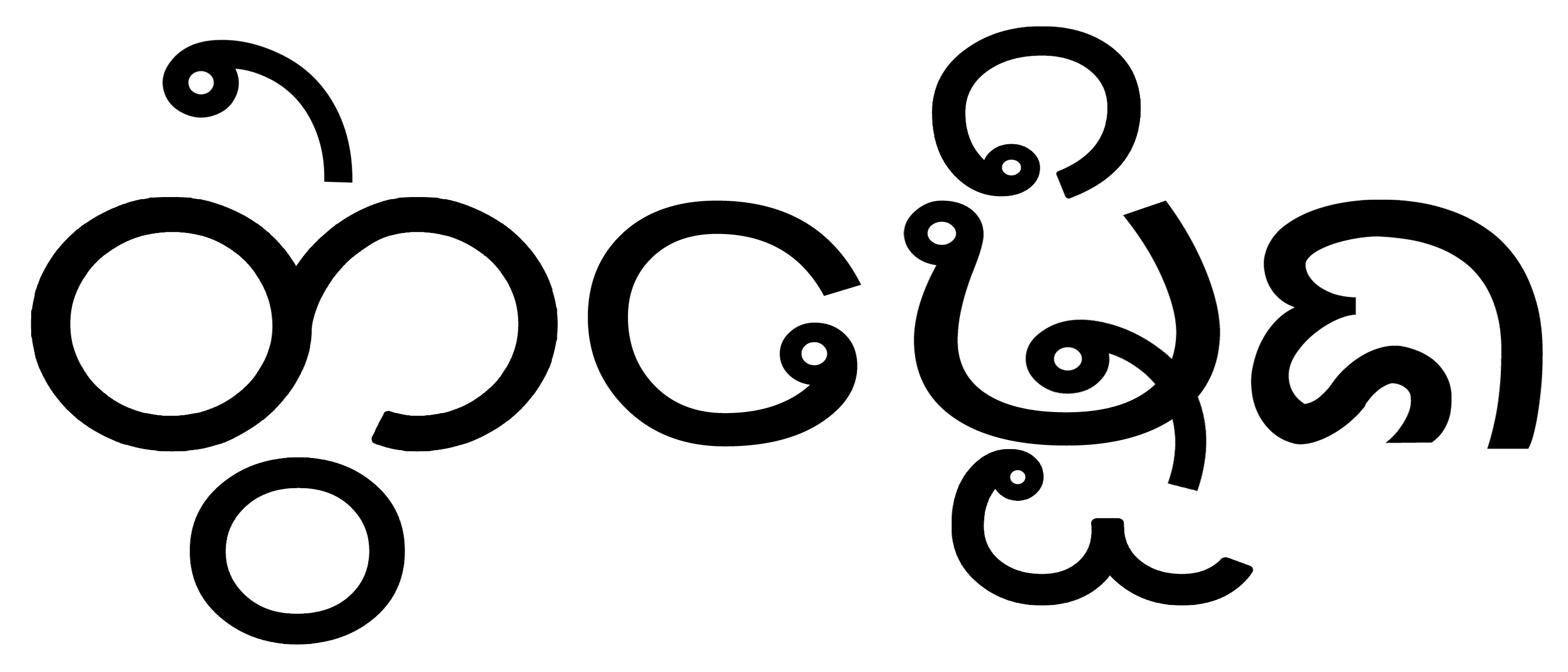
Schriftzug: „Tua Müang“

Die Lan-Na-Schrift (auch Tai-Tham-, Dhamma-, Dharma- oder Nordthai-Schrift; nordthailändisch: ᨲ᩠ᩅᩫᨾᩮᩬᩥᨦ, dai tam oder tua müang; Thai: อักษรธรรมล้านนา, laotisch: ອັກສອນທໍາລ້ານນາ, akson tham Lan Na, „Lan-Na-Dhamma-Schrift“) ist eine Abugida, die in der Zeit des nordthailändischen Königreichs Lan Na für die Schreibung der gleichnamigen Sprache verwendet wurde. Heute wird die Lan-Na-Sprache zwar noch mündlich weitergegeben, aber trotz des seit Ende der 1960er Jahre neu erwachten Interesses weit überwiegend nur noch in thailändischer Schrift geschrieben.
Die verwandten Tai-Sprachen Tai Lü (vorwiegend in Südchina gesprochen) und Khün (in Myanmar) werden – zum Teil bis heute – mit ganz ähnlichen Schriften geschrieben.
Die Schrift ist ein Abkömmling der Brahmi-Schrift und hat dementsprechende Eigenschaften: Alle Konsonanten haben einen inhärenten Vokal -a, durch Vokalzeichen lässt sich der Vokal ändern. Die Lan-Na-Schrift hat jedoch viel mehr Vokalzeichen als ihre Nachbarschriftsysteme. Ähnlich wie in der Khmer-Schrift werden aufeinanderfolgende Konsonanten untereinander gestellt. Lan-Na enthält auch Konsonantzeichen, die in einigen Fällen verwendet werden, und Tonzeichen zur Änderung des Tons.
Die Bezeichnungen „Tai Tham“ und „Dhamma-Schrift“ rühren daher, dass das Schriftsystem vorwiegend zur Aufzeichnung religiöser Texte verwendet wurde. Das Alphabet hat eine große Ähnlichkeit zur Schrift der Shan.

## Geschichte
Ab etwa Mitte des 14. Jahrhunderts verwendeten die Tai Yuan in Lan Na zwei Schriften für verschiedene Zwecke: Für den weltlichen Gebrauch in ihrer eigenen Sprache eine von der Proto-Thai-Schrift Sukhothais abgeleitete Schrift; für religiöse Texte, die in Pali verfasst wurden, übernahmen sie dagegen die damalige Schrift der Mon. Letztere wurde deshalb Tua Tham, also „Dhamma-Schrift“ genannt. Später setzte sie sich aber auch für den weltlichen Gebrauch durch und wurde also die allgemein gebrauchte Schrift Lan Nas, die als Tua Müang („lokale Buchstaben“) bezeichnet wurde.
Aufgrund der kulturellen Führungsrolle Lan Nas während seiner Blütezeit im 15. Jahrhundert wurde die Schrift auch von den Tai Lü in Sipsong Panna (heute Volksrepublik China) und den Tai Khün in Keng Tung (heute Myanmar) übernommen, die kulturell eng mit Lan Na verbunden waren. In Lan Xang (dem heutigen Laos und Nordostthailand) wurde eine ganz ähnliche Schrift verwendet, allerdings ausschließlich für religiöse Texte. Die gemeinsame Schrift war ein wichtiges Bindeglied für die Gebiete und Kulturen, in denen sie verwendet wurde. Der Thaiist Hans Penth sprach daher von der „Kulturregion der Dhamma-Schrift“. Das traditionelle (weltliche) Tai-Yuan-Alphabet wurde nur noch für Inschriften sowie amtliche und diplomatische Dokumente verwendet und fiel in der zweiten Hälfte des 19. Jahrhunderts völlig außer Gebrauch. An seine Stelle trat die moderne (zentral-)thailändische Schrift. Die Lanna-Schrift wurde dagegen, vor allem im religiösen Kontext, bis weit ins 20. Jahrhundert verwendet.

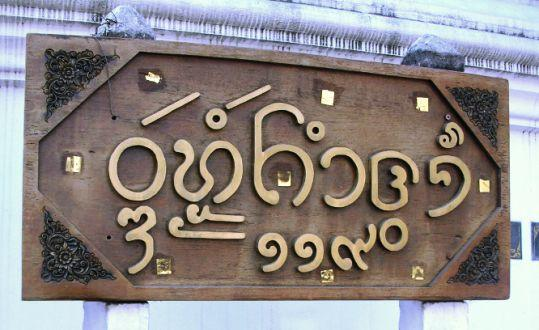
Schild mit Lan-Na-Schrift an einem Tempel in Chiang Mai

Im Rahmen der nationalen Einigung (Thaiisierung) ächtete die thailändische Regierung unter Ministerpräsident Phibunsongkhram ab 1939 die Verwendung der Lan-Na-Schrift für die Schreibung der nordthailändischen Dialekte. Ihre Verbreitung ging aber tatsächlich erst ab den 1950er Jahren zurück. Heutzutage kann nur noch eine kleine Minderheit der Bewohner Nordthailands die Lan-Na-Schrift lesen. Die Lan-Na-Sprache wird hauptsächlich in der informellen, mündlichen Kommunikation verwendet. Im schriftlichen Gebrauch wurde sie dagegen von der zentralthailändischen Standardsprache (und deren Schrift) zurückgedrängt. Etwa seit den 1990er Jahren gibt es jedoch Bestrebungen, die lokale Schrift wiederzubeleben. In Nordthailand werden vielfach wieder Beschriftungen in diesem Alphabet aufgestellt, um eine regionale kulturelle Identität zu betonen.
Bei den Tai Lü in der südchinesischen Provinz Yunnan wurde die Lan-Na-Schrift weitgehend durch die in den 1950er Jahren entwickelte, vereinfachte Neue Tai-Lü-Schrift abgelöst. Diese hat auch bei den Tai Lü, die außerhalb Chinas leben, Verbreitung gefunden.